# Liriomyza allia
Liriomyza allia är en tvåvingeart som beskrevs av Frost 1943. Liriomyza allia ingår i släktet Liriomyza och familjen minerarflugor.
Artens utbredningsområde är Kansas. Inga underarter finns listade i Catalogue of Life.